# Hans-Florian Zeilhofer
Hans-Florian Zeilhofer (* 16. September 1952 in Freising, Bayern) ist ein deutsch-schweizerischer Mund-, Kiefer- und Gesichtschirurg und Hochschullehrer.

## Leben
Hans-Florian Zeilhofer studierte nach seinem Abitur am Dom-Gymnasium Freising von 1972 bis 1983 Humanmedizin und Zahnmedizin an der Ludwig-Maximilians-Universität München und der Technischen Universität München sowie Philosophie an der Hochschule für Philosophie München. Er war von 1973 bis 1979 Stipendiat der Studienstiftung des Deutschen Volkes. 1980 legte er sein ärztliches Staatsexamen ab und Approbation zum Arzt. Im selben Jahr erwarb er den Magister Artium der Philosophie. 1983 folgte sein zahnärztliches Staatsexamen und die Approbation zum Zahnarzt.
Von 1983 bis 1984 war er als Truppenzahnarzt bei der Bundeswehr engagiert. Es folgte eine Weiterbildung an der Abteilung für Mund-, Kiefer- und Gesichtschirurgie des Bundeswehrzentralkrankenhauses Koblenz. Zuletzt hatte er den Rang eines Oberfeldarztes inne.
Von Oktober 1989 bis 2002 war er an der Klinik und Poliklinik für Mund-Kiefer-Gesichtschirurgie am Klinikum rechts der Isar der Technischen Universität München. Dort erfolgte die Promotion zum Doktor der Medizin (Dr. med.) und zum Doktor der Zahnmedizin (Dr. med. dent.). Von 1997 bis 2002 war er Leitender Oberarzt und Stellvertreter des Direktors. Nach der Habilitation 1998 folgte die Erteilung der venia legendi und die Ernennung zum Privatdozenten an der Technischen Universität München. 1999 beendete er die Zusatzausbildung mit dem Fachgebiet „Plastische Operationen“. 2000 hatte er eine Gastprofessur an der Medizinischen und Pharmazeutischen Universität Iuliu Hațieganu in Cluj-Napoca (deutsch Klausenburg), Rumänien, inne.
2001 war Zeilhofer betraut mit dem Aufbau und der Leitung eines klinischen Hightech-Forschungszentrums an der TU München. Parallel wirkte er von 2000 bis 2008 als Extern Research Manager am Forschungszentrum caesar (Center of Advanced European Studies and Research), dem heutigen Max-Planck-Institut für Neurobiologie des Verhaltens – caesar, in Bonn. Von 2002 bis 2005 war er Sprecher des Bayerischen Forschungsverbunds für Tissue Engineering und Rapid Prototyping (FORTEPRO).
Von 2002 bis 2018 hatte er die Professur für Kiefer- und Gesichtschirurgie an der Medizinischen Fakultät der Universität Basel inne und war Chefarzt der Klinik für Mund-, Kiefer- und Gesichtschirurgie am Universitätsspital Basel. Zudem war er Chefarzt für Kiefer- und Gesichtschirurgie am Kantonsspital Aarau. Seit August 2018 ist er Head of Research der Klinik für Mund-, Kiefer- und Gesichtschirurgie am Universitätsspital Basel sowie Associate Vice President für Innovation der Universität Basel im  Hightech Research Center HFZ.
2004 folgte die Gründung und Übernahme der Leitung des Hightech-Forschungs-Zentrum für wiederherstellende Chirurgie (HFZ) in Basel, eines interdisziplinären Forschungsteams für chirurgische Technologien mit einem Team von 150 Ärzten, Mathematikern, Informatikern und Ingenieuren.
2005 übernahm er die Leitung des Forschungsprojekts „Systems Face“ im NCCR (National Centre of Competence in Research) und des CO-ME (Computer aided and image guided medical interventions) der Schweiz. Es folgte die Berufung zum Mitglied des Management Comittees CO-ME im Schweizerischen Nationalfonds. Von 2005 bis 2014 war Zeilhofer Sprecher des Forschungsschwerpunkts „Clinical Morphology & Biomedical Engineering CMBE“ der medizinischen Fakultät Basel. 2005 war er Gründungspräsident des jährlich stattfindenden „International Bernd-Spiessl-Symposiums for Innovative and Visionary Technologies in Cranio-Maxillofacial Surgery“ in Basel. Er war Councillor der Schweiz bei der European Association for Cranio-Maxillofacial  Surgery (EACMFS) und Präsident des Deutsch-Österreichisch-Schweizerischen Arbeitskreises für Kopf-Halstumoren (DÖSAK).
Seit 2006 ist er  Mitglied im Scientific Advisory Board der Erlangen Graduate School in Advanced Optical Technologies (SAOT) an der Friedrich-Alexander-Universität Erlangen-Nürnberg. Seit 2007 ist er Präsident der Schweizerischen Gesellschaft für Mund–, Kiefer– und Gesichtschirurgie (SGMKG). Seit 2011 ist er Stiftungsratsmitglied der Aeneas–Silvius–Stiftung in Basel. 2013 war er Gründungsmitglied der Stiftung SICAS (Swiss Institute for Computer Assisted Surgery) im Kanton Jura und 2013 Stiftungsratsmitglied der Betha–Sarasin–Stiftung in Basel.
2010 gründete er den Spin off von AOT – Advanced Osteotomy Tools; es folgten die Spin offs MiniNavident (2012), Mimedis (2013) sowie Verwaltungsratsmitglied von mtip, einem Private–Equity–Investor im Gesundheitsbereich. 2019 war er Mitbegründer von Digital Basel, einem gemeinnützigen und unabhängigen Verein, der die führende Plattform für die digitale Transformation in der Region Basel treibt. Er ist einer der Initiatoren des Innovationscampus Switzerland Innovation Park Basel Area Main Campus in Allschwil.
Zeilhofer hat über 400 wissenschaftliche Publikationen als Autor oder Co-Autor, davon über 170 Originalarbeiten und über 40 Buchbeiträge verfasst. Er ist Mitherausgeber des Fachjournals „Der MKG-Chirurg“ und  Mitglied in den wissenschaftlichen Editor Boards des europäischen „Journal of Cranio-Maxillo-Facial Surgery“, des „International Journal of Oral and Maxillofacial Surgery“ sowie des deutschsprachigen Journals „Info-Onkologie“.

## Fachgebiete / Forschungsgebiete
Die klinischen Schwerpunkte von Zeilhofer sind die Rekonstruktive Chirurgie mit computerunterstützten 3D-Verfahren, Chirurgie der Form- und Lageanomalien der Kiefer, Chirurgie kraniofazialer Fehlbildungen, Tumorchirurgie, Traumatologie des Gesichtsschädels und rekonstruktive plastische Wiederherstellungschirurgie.
Seine Forschungsschwerpunkte sind Computerassistierte Chirurgie (CAS), Intraoperative Navigationssysteme, Medizinisches Rapid-Manufactoring, 3D-/4D-Planungs- und Simulationsverfahren in der kraniofazialen Chirurgie und der Wiederherstellungschirurgie, sowie Virtual Reality in der klinischen Anwendung. Laser-Therapie und Laser-Chirurgie. Tissue Engineering und Entwicklung von Biomaterialien und Verfahren für maßgeschneiderte Implantate im Mund-Kiefer-Gesichtsbereich, Tumorbiologie, Telemedizin, E-Learning und Mensch-Maschine-Interaktion.

## Ehrungen und Auszeichnungen
- 2005: Ehrendoktorwürde der Medizinischen und Pharmazeutischen Universität Iuliu Hațieganu in Cluj-Napoca, Rumänien
- 2009: CASH Lifetime Achievement Award der International Conference on Computer Aided Surgery around the Head in Paris für seine Forschungsleistungen auf dem Gebiet der computerassistierten Cranio-Maxillofazialen Chirurgie
- 2015: Ritter des Ritterordens vom Heiligen Grab zu Jerusalem
- Ehrenmitglied der Rumänischen Wissenschaftlichen Gesellschaft für Mund-, Kiefer- und Gesichtschirurgie (Societatea Romana de Chirurgie Oro-Maxilo-faciala).

## Schriften
- Pathological Mandibular Biomechanics Entailing a Self-Energizing Process of Skeletal Adaptation. TU München, 2019, ISBN 978-3-903024-96-0 (Konferenzband)
- mit Stefan Stübinger und Florian Klämpfl: Lasers in Oral and Maxillofacial Surgery. Springer, 2020, ISBN 978-3-030-29606-3.